# Pretty Little Liars
Cet article concerne la série originale de 2010. Pour la quatrième série de 2022, voir Pretty Little Liars (série télévisée, 2022).
Ravenswood
The Perfectionists
Pretty Little Liars (2022)
Pretty Little Liars, ou Les Menteuses au Québec, est une série télévisée américaine en 161 épisodes d'environ 44 minutes, développée par I. Marlene King et diffusée entre le 8 juin 2010 et le 27 juin 2017 sur ABC Family/Freeform et en simultané au Canada sur MuchMore/M3 pour les six premières saisons puis sur Bravo!.
La série est une adaptation de la série littéraire Les Menteuses de Sara Shepard.
En France, elle a été diffusée entre le 23 janvier 2011 et le 30 septembre 2017 sur la chaîne payante OCS Happy/OCS Max. Elle a également été rediffusée entre le 1er décembre 2011 et le 31 juillet 2018 sur June/Elle Girl.
En Belgique et en Suisse, la série a été diffusée sur la chaîne française June/Elle Girl. Néanmoins, en Belgique, la série a également été diffusée entre le 15 mai 2017 et le 21 septembre 2017 sur la chaîne belge La Deux qui a rediffusé les six premières saisons puis diffusé la septième pour la première fois dans le pays.
Au Québec, elle a été diffusée entre le 29 août 2011 et le 23 janvier 2018 sur VRAK.
La série a donné naissance à plusieurs spin-off, notamment Ravenswood qui met en scène Caleb Rivers et se déroulant parallèlement à la quatrième saison de la série, puis The Perfectionists, qui se déroule après la série et met en scène Alison DiLaurentis et Mona Vanderwaal. Néanmoins, ces deux séries ne rencontreront jamais le succès de la série mère, ne dépassant pas le stade de la première saison. Un troisième spin-off mettant en scène de nouveaux personnages, a été diffusé entre 2022 et 2024 sur le service HBO Max / Max.

## Synopsis
Un soir dans la petite ville de Rosewood, un groupe de cinq meilleures amies se réunit pour une soirée pyjama avant la rentrée. Le groupe est composé de Spencer Hastings, Hanna Marin, Aria Montgomery, Emily Fields et de leur leader, Alison DiLaurentis. Mais dans la nuit, Alison disparaît sans laisser de traces.
Un an plus tard, Alison est toujours portée disparue et le groupe est séparé. Mais quand Aria fait son retour en ville après avoir passé l'année à l'étranger avec ses parents, chacune commence à recevoir des messages et des menaces signés « -A ». Ce dernier connaît les nombreux secrets des jeunes filles, plusieurs dont seule Alison connaissait l'existence mais également certains nés après la disparition de l'adolescente. Mais « -A » semble également en savoir beaucoup sur la disparition d'Alison.
Menacées si elles vont voir la police, elles vont devoir mener leur propre enquête. Les secrets vont alors se multiplier mais également les attaques et les morts, transformant leur vie en lutte pour survivre.

## Distribution

### Acteurs principaux
- Troian Bellisario (VF : Sandra Valentin) : Spencer Hastings[note 1],[3]
- Ashley Benson (VF : Karine Foviau) : Hanna Marin
- Lucy Hale (VF : Élisabeth Ventura) : Aria Montgomery
- Shay Mitchell (VF : Ingrid Donnadieu) : Emily Fields
- Ian Harding (VF : Thomas Roditi) : Ezra Fitz
- Laura Leighton (VF : Danièle Douet) : Ashley Marin[note 2]
- Sasha Pieterse (VF : Cécile Nodie) : Alison DiLaurentis[note 3]
- Holly Marie Combs (VF : Vanina Pradier) : Ella Montgomery (saisons 1 à 3 - récurrente saisons 4 à 6 - invitée saison 7)
- Chad Lowe (VF : Patrick Mancini) : Byron Montgomery (saisons 1 à 3 - récurrent saisons 4 et 6 - invité saisons 5 et 7)
- Bianca Lawson (VF : Fily Keita) : Maya St. Germain (saisons 1 et 2 - récurrente saison 3)[note 4]
- Nia Peeples (VF : Odile Schmitt) : Pam Fields (saison 1 - récurrente saisons 2 à 4 et 6 - invitée saisons 5 et 7)[note 5]
- Tyler Blackburn (VF : Stanislas Forlani) : Caleb Rivers (saisons 3 à 7 - récurrent saisons 1 et 2)[note 6]
- Janel Parrish (VF : Geneviève Doang) : Mona Vanderwaal (saisons 3 à 7 - récurrente saisons 1 et 2)
- Andrea Parker (VF : Françoise Rigal) : Jessica DiLaurentis (récurrente saisons 4 à 6 - invitée saison 2) / Mary Drake (saison 7 - invitée saisons 4 et 6)[note 7]

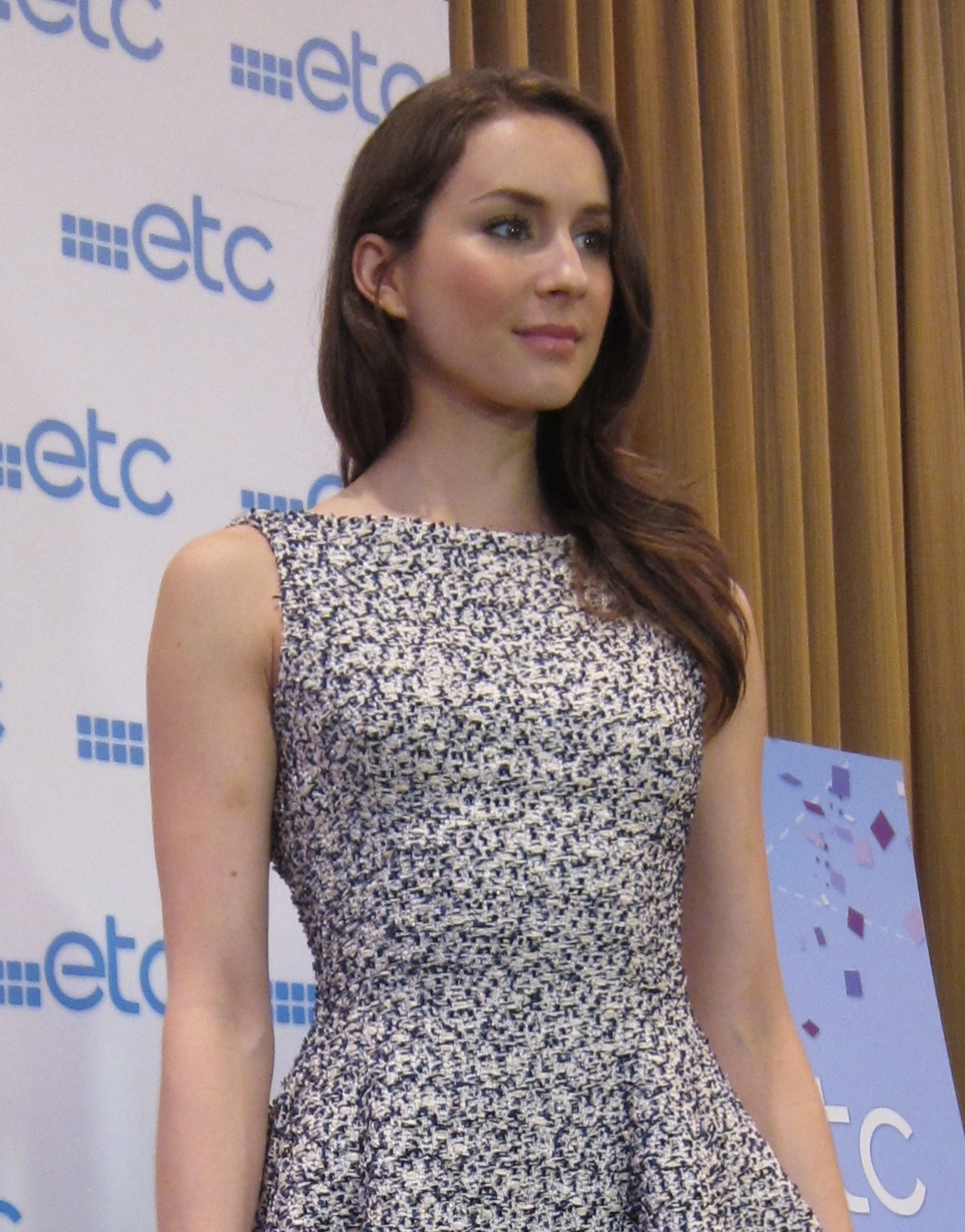
Troian Bellisario interprète Spencer.
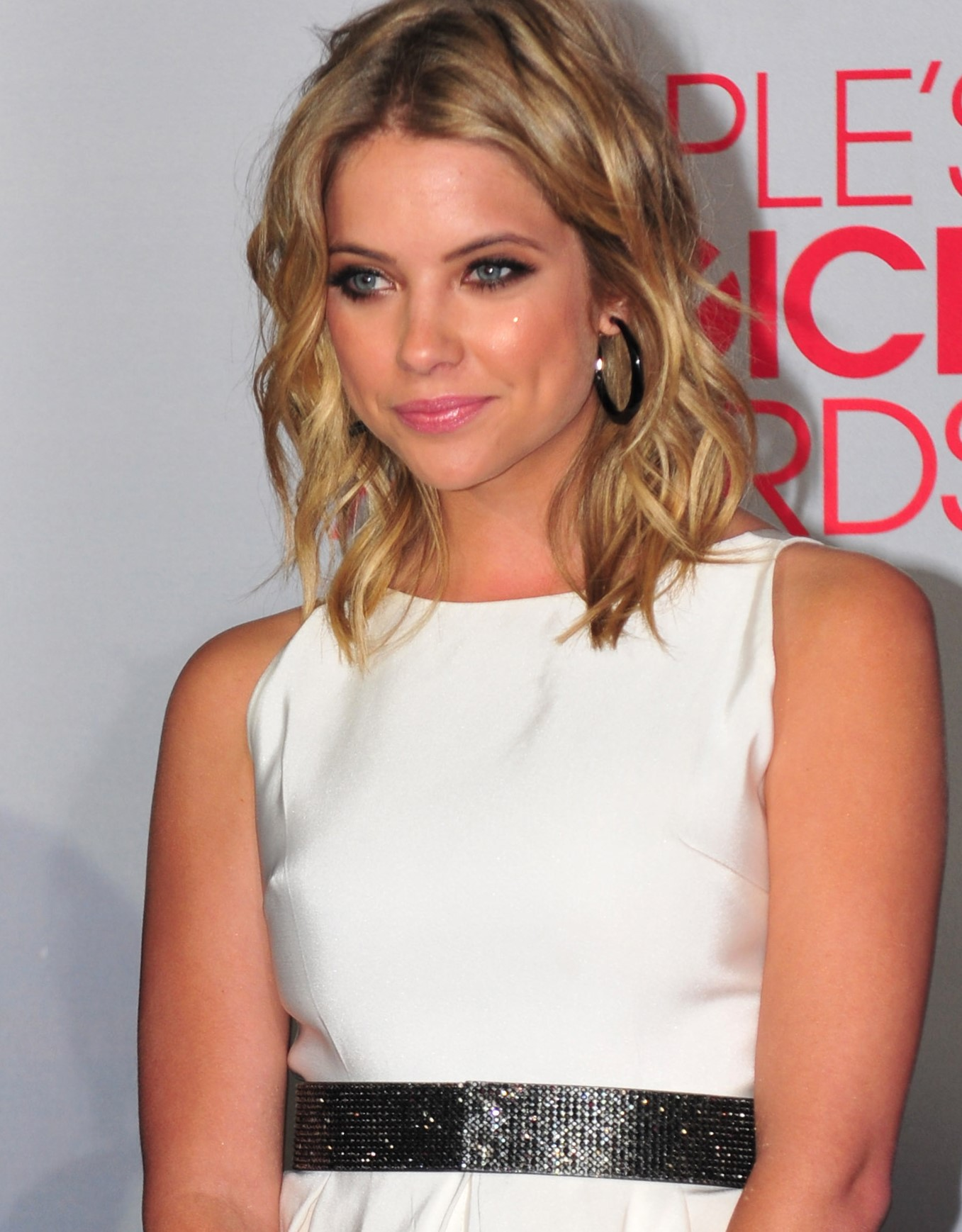
Ashley Benson interprète Hanna.
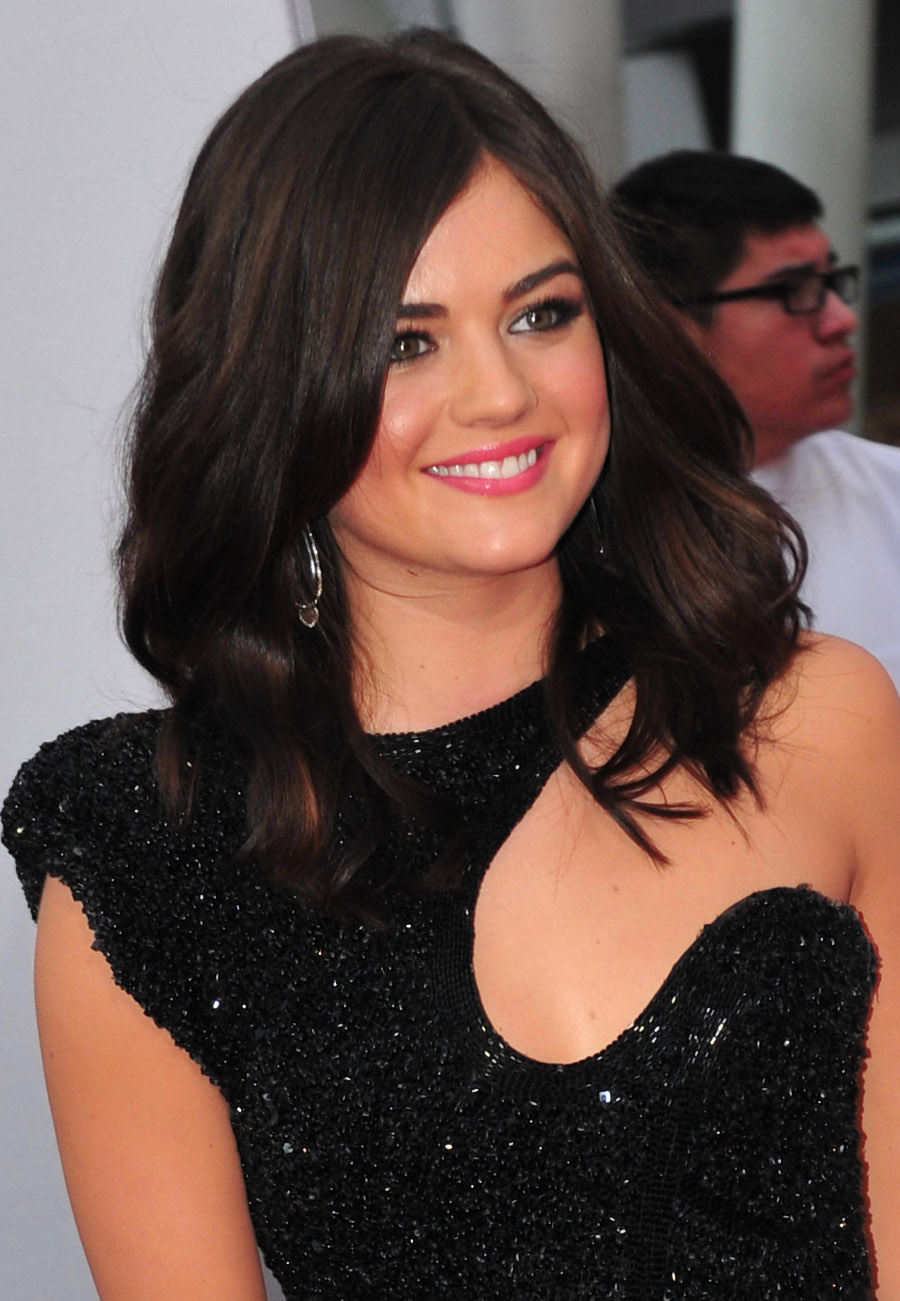
Lucy Hale interprète Aria.
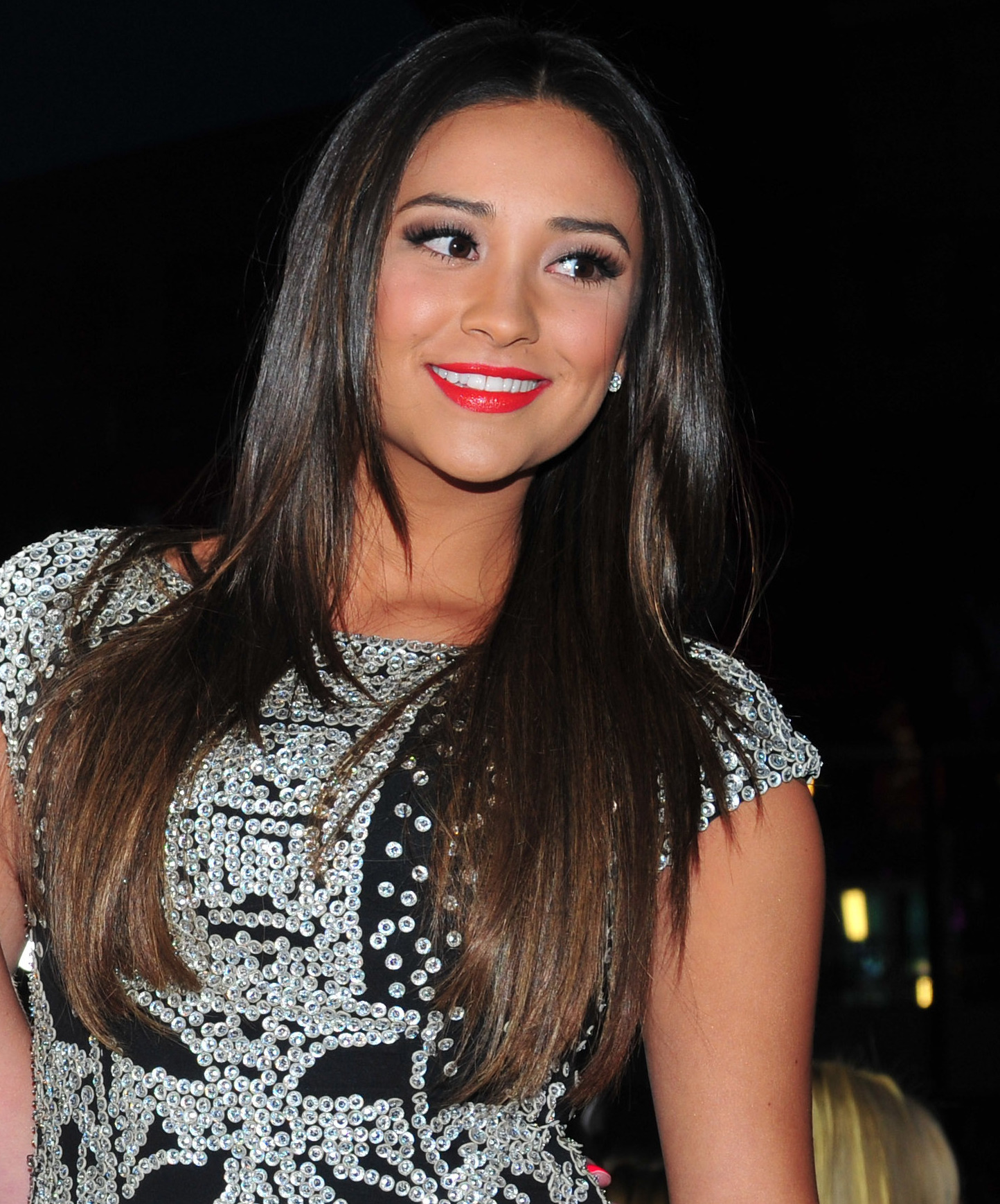
Shay Mitchell interprète Emily.
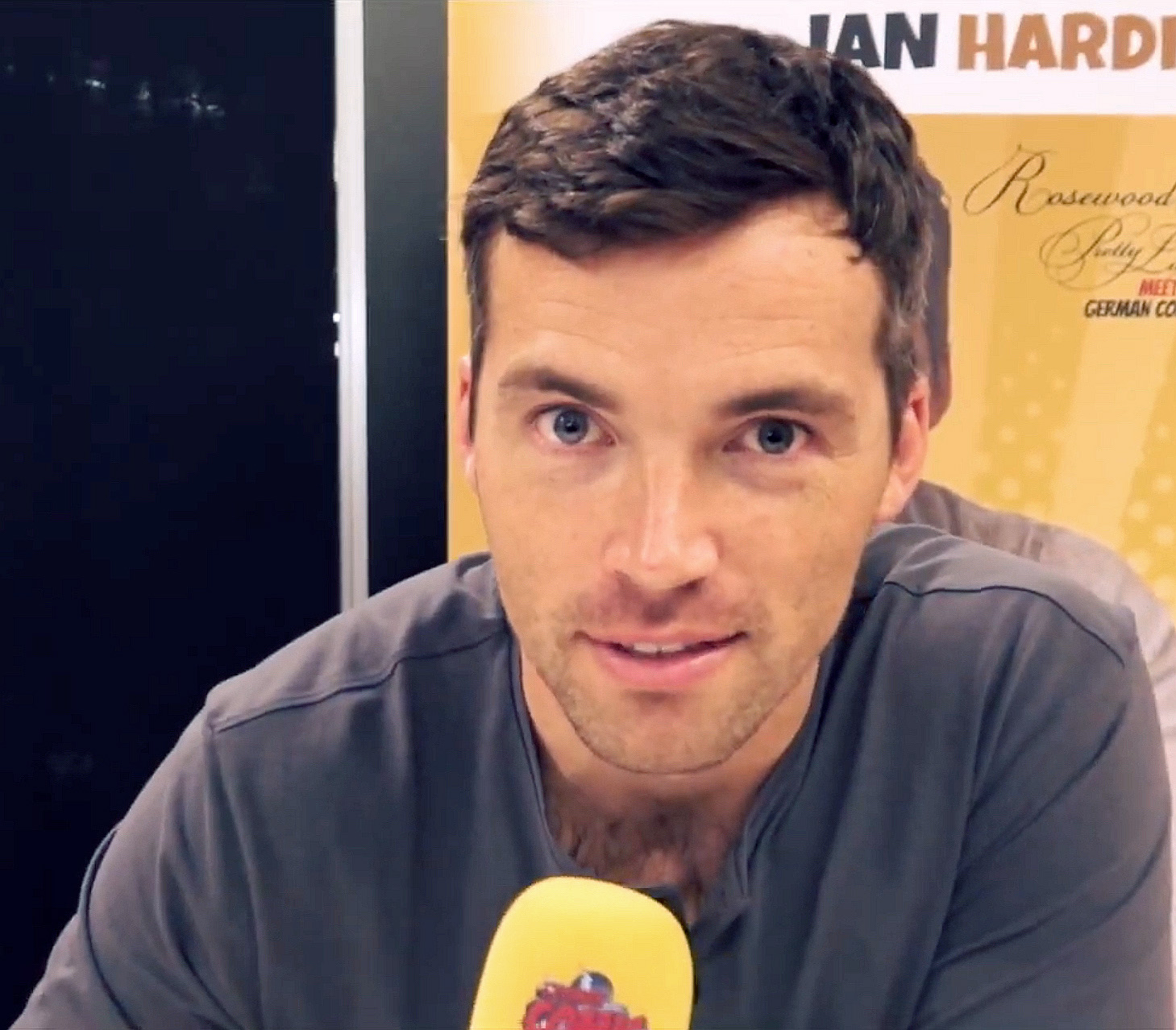
Ian Harding interprète Ezra.
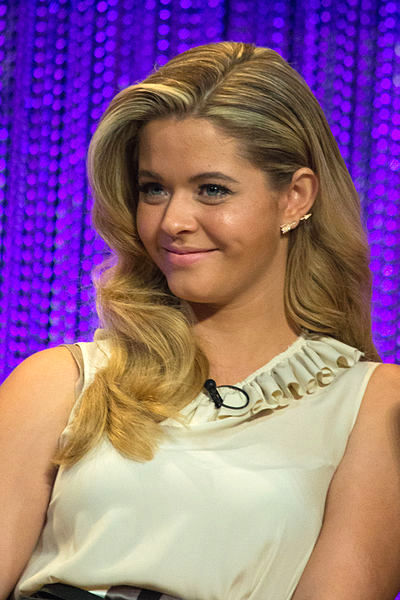
Sasha Pieterse interprète Alison.
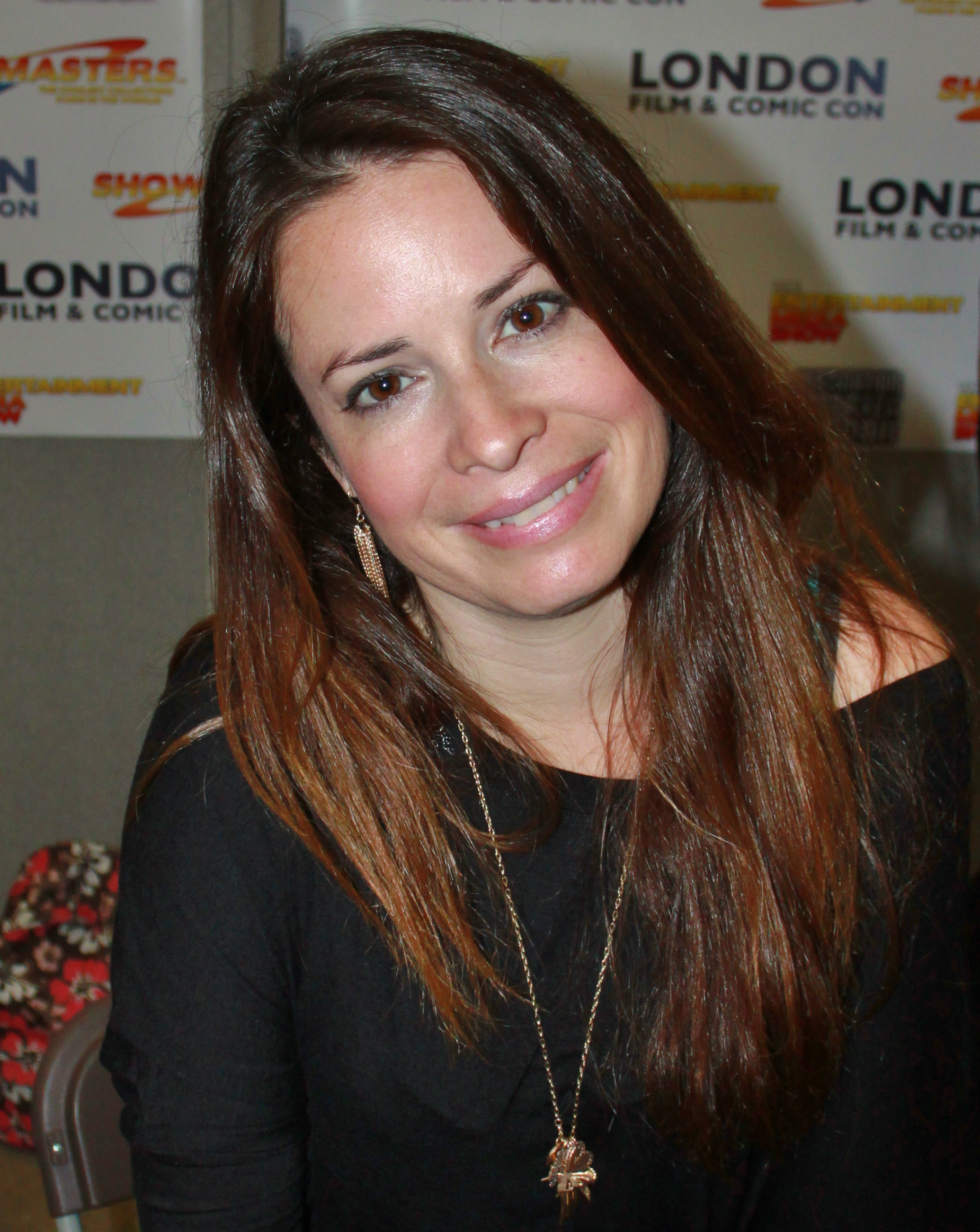
Holly Marie Combs interprète Ella.
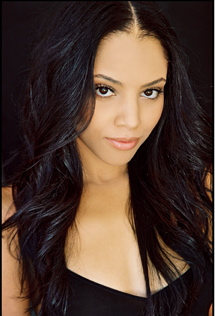
Bianca Lawson interprète Maya.
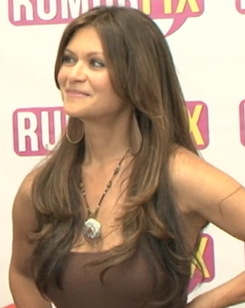
Nia Peeples interprète Pam.
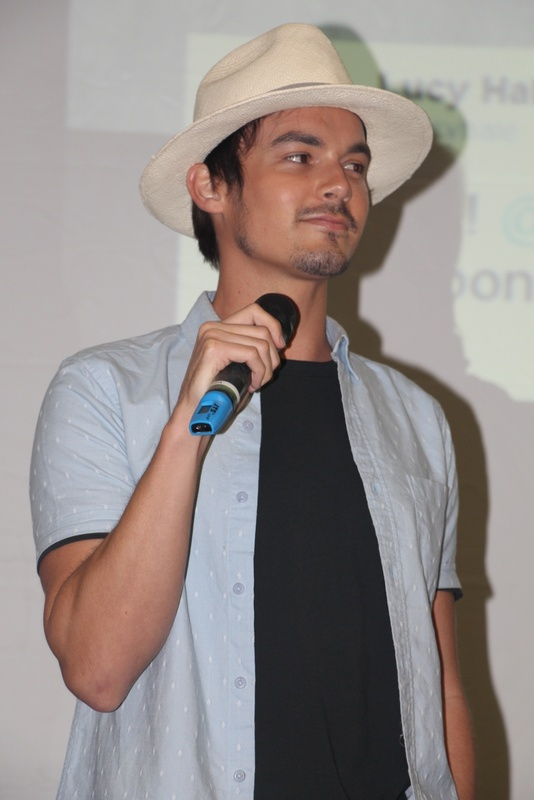
Tyler Blackburn interprète Caleb.
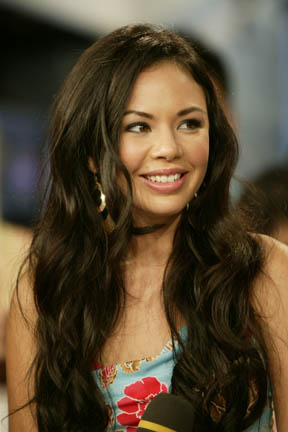
Janel Parrish interprète Mona.
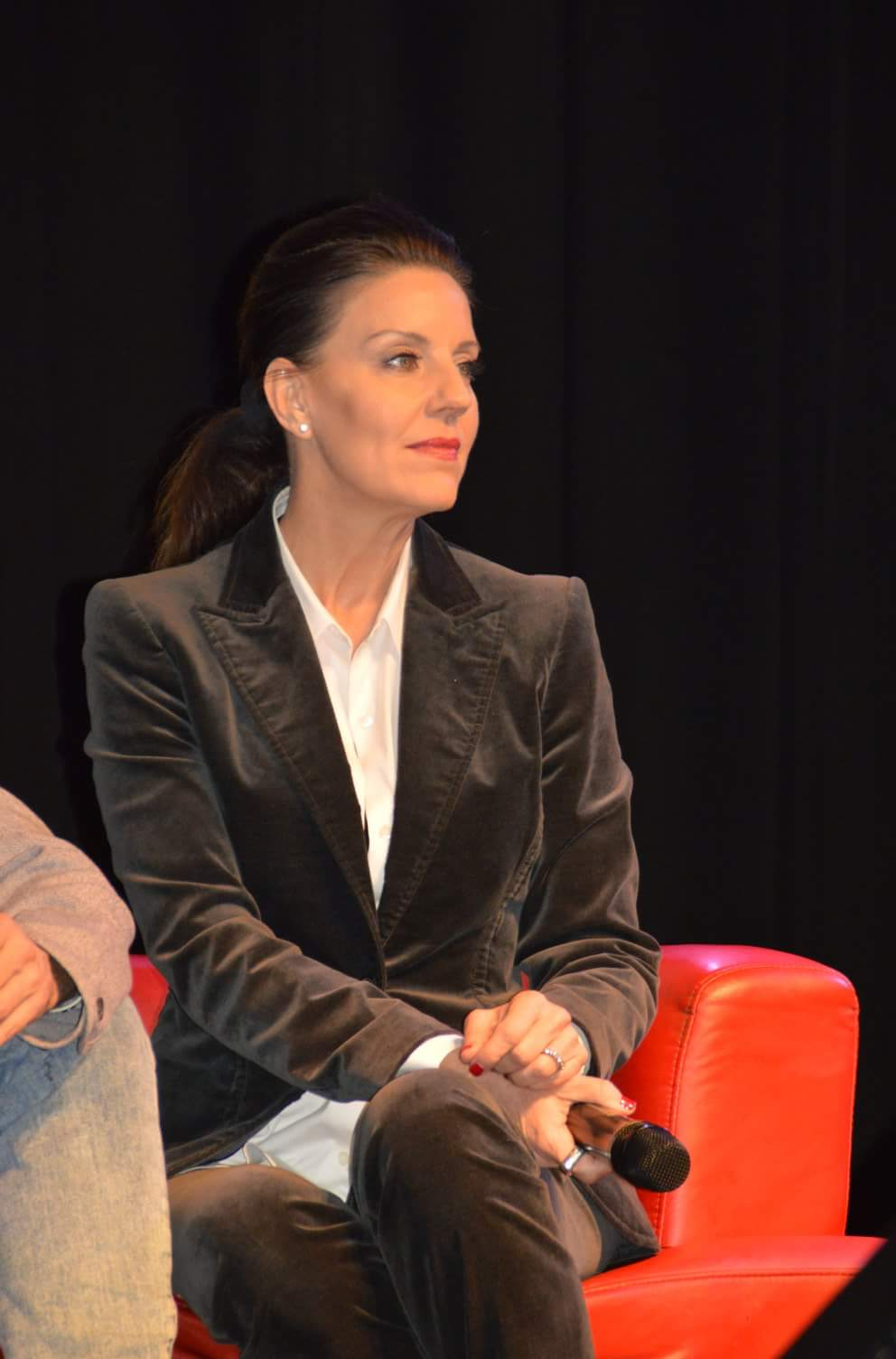
Andrea Parker interprète Jessica / Mary.

### Acteurs récurrents
Note : Vu le grand nombre d'acteurs liés à cette série, seuls ceux présents tout au long de la série, au cours de plusieurs saisons et ceux ayant un rôle important sont listés ici.
Version française
Société de doublage : TVS
Direction artistique : Nathalie Régnier
Adaptation : Sauvane Delanoë, Dominique Vendeville, Laurence Crouzet, Caroline Lecoq, Romain Hammelburg & Vanessa Aouley Chouraqui
Sources Version française : Allodoublage.com.

## Production

### Développement

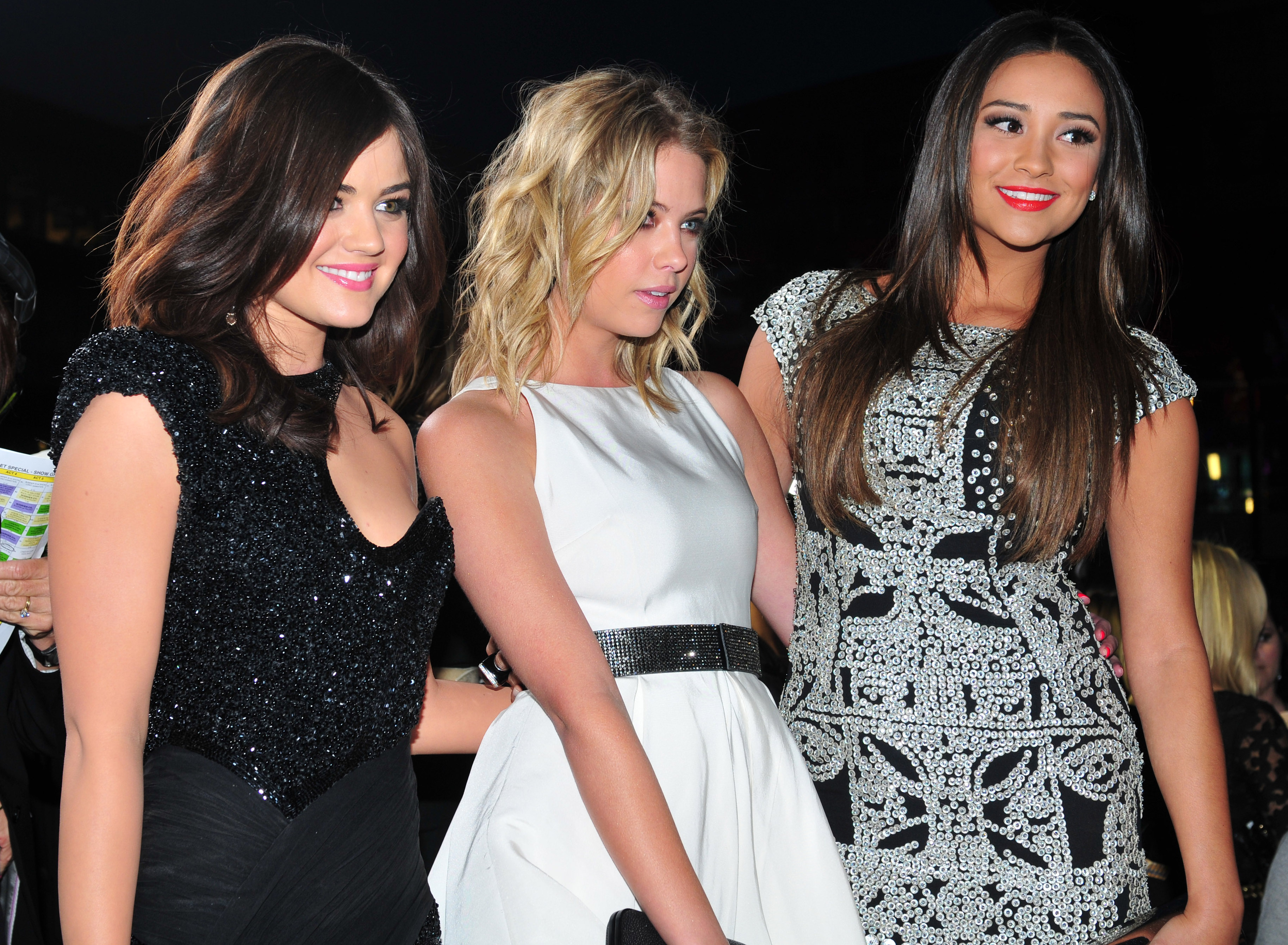
Lucy Hale, Ashley Benson et Shay Mitchell aux Peoples Choice Awards 2012.

En 2005, la maison d'édition et studio de production télévisuelle Alloy Entertainment annonce le développement d'une nouvelle série littéraire, Les Menteuses. L'éditeur confie l'écriture des romans à la romancière Sara Shepard et annonce un premier projet d'adaptation pour la chaîne américaine The WB avant même la publication du premier roman. Néanmoins, lors de la fusion la chaîne avec UPN pour devenir The CW, la nouvelle direction décide de ne pas commander le projet.
En 2008, l'éditeur annonce le développement d'un pilote pour la chaîne câblée américaine ABC Family. Le pilote est commandé et tourné début 2009 à Vancouver au Canada. Puis la série est officiellement commandée par la chaîne en janvier 2010. Le tournage est alors déplacé à Los Angeles.
Dans un premier temps, la série est annoncée comme étant une série de l'été dont chaque saison ne dépasserait pas les dix épisodes mais à la suite du succès d'audiences, la chaîne commande douze épisodes supplémentaires seulement quatre semaines après le lancement.
En 2014, alors que la première partie de la cinquième saison est en cours de diffusion, la chaîne annonce son renouvellement pour deux saisons supplémentaires. Plusieurs rumeurs annonçant que ces deux saisons seront les dernières font surface sur internet, sans confirmation de l'équipe de la série. Mais en août 2016, avant la diffusion du dernier épisode de la première partie de la septième saison, la chaîne annonce que la deuxième partie sera la dernière de la série à la suite d'une décision de l'équipe de finir l'histoire.

### Attribution des rôles
La série marque le retour à la télévision de Holly Marie Combs (Charmed), mais aussi d'anciennes stars de séries comme Laura Leighton (Melrose Place), Chad Lowe (Corky, un adolescent pas comme les autres) et Andrea Parker (Le Caméléon).
Le père d'Aria, Byron Montgomery, devait initialement être joué par Alexis Denisof (Buffy et Angel) mais celui-ci a été remplacé par Chad Lowe.

### Tournage
Le pilote a été tourné à Vancouver, en Colombie-Britannique, au Canada et le reste de la série à Los Angeles, en Californie, aux États-Unis.

### Diffusions internationales
| Saisons (de 20 à 25 épisodes) | États-Unis / Canada             | États-Unis / Canada                       | États-Unis / Canada               | France                                  | France                                  | Québec                                  | Québec        |
| Saisons (de 20 à 25 épisodes) | Dates de diffusion              | Chaîne États-Unis                         | Chaîne Canada                     | Dates de diffusion                      | Chaîne France                           | Dates de diffusion                      | Chaîne Québec |
| ----------------------------- | ------------------------------- | ----------------------------------------- | --------------------------------- | --------------------------------------- | --------------------------------------- | --------------------------------------- | ------------- |
| Saison 1                      | du 8 juin 2010 au 21 mars 2011  | ABC Family                                | MuchMore                          | du 23 janvier 2011 au 9 octobre 2011    | OCS Happy                               | du 29 août 2011 au 6 février 2012       | VRAK          |
| Saison 2                      | du 14 juin 2011 au 19 mars 2012 | ABC Family                                | MuchMore                          | du 26 février 2012 au 26 août 2012      | OCS Happy                               | du 27 août 2012 au 25 février 2013      | VRAK          |
| Saison 3                      | du 5 juin 2012 au 19 mars 2013  | ABC Family                                | MuchMore                          | du 2 mars 2013 au 9 novembre 2013       | OCS Happy (partie 1) OCS Max (partie 2) | du 26 août 2013 au 17 février 2014      | VRAK          |
| Saison 4                      | du 11 juin 2013 au 18 mars 2014 | ABC Family                                | MuchMore (partie 1) M3 (partie 2) | du 29 mars 2014 au 30 août 2014         | OCS Max                                 | du 25 août 2014 au 2 mars 2015          | VRAK          |
| Saison 5                      | du 10 juin 2014 au 24 mars 2015 | ABC Family                                | M3                                | du 14 mars 2015 au 20 juin 2015         | OCS Max                                 | du 25 août 2015 au 20 février 2016      | VRAK          |
| Saison 6                      | du 2 juin 2015 au 15 mars 2016  | ABC Family (partie 1) Freeform (partie 2) | M3                                | du 30 janvier 2016 au 30 juillet 2016   | OCS Max                                 | du 15 septembre 2016 au 26 janvier 2017 | VRAK          |
| Saison 7                      | du 21 juin 2016 au 27 juin 2017 | Freeform                                  | Bravo!                            | du 21 janvier 2017 au 30 septembre 2017 | OCS Max                                 | du 5 septembre 2017 au 23 janvier 2018  | VRAK          |

- En France, la série a également été rediffusée partiellement en clair à partir du 12 avril 2013 sur D17 (saisons 1 et 2)[12].

### Fiche technique
- Titre original : Pretty Little Liars
- Titre québécois : Les Menteuses
- Développement : I. Marlene King, d'après la série littéraire Les Menteuses de Sara Shepard
- Décors : Rachel Kamerman, Fred Andrews et Jakub Durkoth
- Costumes : Mandi Line
- Casting : Gayle Pillsbury et Bonnie Zane
- Musique : Michael Suby
- Production : Lisa Cochran-Neilan, Maya Goldsmith, Carol Dunn Trussell, Bryan M. Holdman et Hynndie Wali
- Producteur délégués : I. Marlene King, Charlie Craig, Oliver Goldstick, Joseph Dougherty, Leslie Morgenstein et Bob Levy
- Sociétés de production : Warner Horizon Television, Alloy Entertainment, Long Lake Productions et Russian Hill Productions
- Sociétés de distribution : Warner Bros. Television Distribution
- Pays d'origine :  États-Unis
- Langue originale : anglais
- Format : Couleur - 16:9 - 1080p (HDTV) - son Dolby Digital 5.1
- Genre : série dramatique et thriller
- Durée : 39–44 minutes
- Public :
  -  États-Unis :  (interdit aux moins de 14 ans, contrôle parental obligatoire)
  -  France : Déconseillé aux moins de  ans (OCS - première diffusion)

 Sauf indication contraire, les informations mentionnées dans cette section peuvent être confirmées par la base de données cinématographiques IMDb,  présente dans la section « Liens externes ».

## Épisodes
La série est composée de sept saisons de 20 à 25 épisodes. Lors de leurs diffusions, chaque saison était coupée en deux parties dont la première était généralement diffusée en été et la deuxième en hiver. Certaines saisons disposaient d'épisodes spéciaux diffusés durant la pause entre les deux parties et dont le mois de diffusion variait selon le thème.
| Saisons | Saisons | Nombre d'épisodes | Diffusion originale | Diffusion originale | Chaîne d'origine                             |
| Saisons | Saisons | Nombre d'épisodes | Début de saison     | Fin de saison       | Chaîne d'origine                             |
| ------- | ------- | ----------------- | ------------------- | ------------------- | -------------------------------------------- |
|         | 1       | 22                | 8 juin 2010         | 21 mars 2011        | ABC Family                                   |
|         | 2       | 25                | 14 juin 2011        | 19 mars 2012        | ABC Family                                   |
|         | 3       | 24                | 5 juin 2012         | 19 mars 2013        | ABC Family                                   |
|         | 4       | 24                | 11 juin 2013        | 18 mars 2014        | ABC Family                                   |
|         | 5       | 25                | 10 juin 2014        | 24 mars 2015        | ABC Family                                   |
|         | 6       | 20                | 2 juin 2015         | 15 mars 2016        | ABC Family (1re partie) Freeform (2e partie) |
|         | 7       | 21                | 21 juin 2016        | 27 juin 2017        | Freeform                                     |

### Première saison (2010-2011)
Composée de 22 épisodes, la première partie a été diffusée entre le 8 juin 2010 et le 10 août 2010 et la deuxième entre le 3 janvier 2011 et le 21 mars 2011.
Alison DiLaurentis, Aria Montgomery, Emily Fields, Hanna Marin et Spencer Hastings sont cinq amies très soudées. Lors d'une petite soirée entre amies, la leader de la bande, Alison, disparaît. Dès lors, le groupe se dissout. Un an plus tard, les quatre filles essaient toujours de refaire leur vie chacune de leur côté, mais elles commenceront à recevoir des messages douteux d'un certain -A qui menace de révéler leurs secrets - y compris ceux qu'elles n'ont partagés qu'avec une seule personne : Alison. Dès lors, les anciennes amies vont ressouder les liens afin de surmonter les obstacles que -A leur fait subir. Ensemble, elles se lancent à la découverte de l'identité de -A

### Deuxième saison (2011-2012)
Composée de 25 épisodes, la première partie a été diffusée entre 14 juin 2011 et le 30 août 2011. Un épisode spécial de Halloween a été diffusé le 19 octobre 2011 puis la deuxième partie a été diffusée entre le 2 janvier 2012 et le 19 mars 2012.
Le second mystère de cette saison est à propos de l'identité du tueur (de la tueuse ? des tueurs ? des tueuses ?) d'Alison. La confession écrite qu'Ian a faite avant de se suicider pourrait faire de lui le suspect principal. Nous savons que Garett, Ian et Jason faisaient partie d'un club de surveillance appelé N.A.T. Club. D'ailleurs, grâce à une vidéo que Caleb, le petit ami de Hanna, a réussi à récupérer dans le portable de -A, nous découvrons que Jenna en faisait partie aussi. Une autre vidéo découverte par Caleb confirme que les membres du "N.A.T. Club" étaient dans la chambre d'Alison le soir de sa mort. Ian avait pris soin de cacher la caméra afin d'enregistrer leur discussion. Mais une fois que Garett se rend compte que tout a été enregistré, Melissa entre dans la chambre d'Alison, elle n'était pas surprise donc Melissa, Garett, Jason, Ian, Jenna font partie du N.A.T Club...

### Troisième saison (2012-2013)
Composée de 24 épisodes, la première partie a été diffusée entre 5 juin 2012 et le 28 août 2012. Un épisode spécial de Halloween a été diffusé le 23 octobre 2012 puis la deuxième partie a été diffusée entre le 8 janvier 2013 et le 19 mars 2013.
Alors que le second anniversaire de la disparition d'Alison approche, Aria, Emily, Hanna et Spencer sont renvoyées dans la tourmente après une nuit choquante. Cinq mois ont passé depuis qu'Aria, Emily, Hanna et Spencer ont découvert que Mona était "A" et que Maya était morte. La terreur étant apparemment terminée avec un meurtrier présumé derrière les barreaux, la ville de Rosewood se remet lentement de ses blessures et essaie de retourner à la normalité. Chacune des quatre filles a passé son été d'une façon différente : Aria a pris des cours de photographie, Spencer a pris des cours à l'université de Hollis, Hanna a pris des cours de cuisine avec Caleb et Emily a construit des maisons à Haïti.
Mais ce qui semble normal pour chaque fille ne l'est pas forcément pour toutes. Toutes les quatre se sont à peine remises de ce qui est arrivé. Avec le stress post-traumatique, la colère et l'accumulation de plus de secrets, les quatre Liars ne vont pas aussi bien qu'on pourrait le croire. Maintenant de nouveau réunies et avec le second anniversaire de la disparition d'Alison, les filles se retrouvent encore sur la défensive quand un événement choquant frappe Rosewood. -A semble avoir réapparu.

### Quatrième saison (2013-2014)
Composée de 24 épisodes, la première partie a été diffusée entre 11 juin 2013 et le 27 août 2013. Un épisode spécial de Halloween a été diffusé le 22 octobre 2013 puis la deuxième partie a été diffusée entre le 7 janvier 2014 et le 18 mars 2014.
Alors que le mystère plane toujours sur la mort d'Alison DiLaurentis, Spencer sort de Radley et va faire une découverte qui va tout bouleverser. Mona va dévoiler le repère et se "rendre" aux quatre amies. Elle va aussi essayer de se rapprocher de Hanna et de regagner sa confiance. Les filles vont retrouver la voiture de Wilden, qui a été tué plus tôt dans la semaine, sortie du lac, toujours vaseuse. À l'intérieur, un film montre la mère de Hanna percutant Wilden. Le coffre est cabossé, à son ouverture on y découvre un porc mort. La mère de Hanna est finalement suspectée du meurtre de Wilden. Pendant ce temps, Emily rencontre des difficultés sportives, familiales, et amoureuses, et Aria tente de se remettre de sa séparation en fréquentant son professeur de karaté, Jake. Les Liars vont être de plus en plus troublées, notamment en ce qui concerne l'hypothèse qu'Alison n'est peut-être pas morte.

### Cinquième saison (2014-2015)
Composée de 25 épisodes, la première partie a été diffusée entre 10 juin 2014 et le 26 août 2014. Un épisode spécial de Noël a été diffusé le 9 décembre 2014 puis la deuxième partie a été diffusée entre le 6 janvier 2015 et le 24 mars 2015.
Alors qu'Ezra est entre la vie et la mort dans un hôpital de New York, les filles découvrent enfin l'identité du fameux -A et finissent par le vaincre d'une façon tragique qui changera la vie d'Aria. Soulagée et enfin libre, Alison revient à Rosewood avec les filles, pensant que toute cette histoire était enfin terminée et qu'elle n'aurait plus à craindre qui que ce soit. Mais elle s'était trompée et s'était réjouie bien trop vite. Son retour se transforme rapidement en cauchemar. Sa mère a disparu et son frère agit de manière très suspecte. Les filles regardent les informations où elles apprennent qui est la fille dans la tombe d'Alison, Bethany Young. Alors les cinq filles mènent leurs enquêtes. Dans le douzième épisode, Mona est assassinée dans sa propre maison par -A. Peu à peu, Spencer est accusée d'avoir assassiné Bethany. Alison se retrouve en prison après être arrêtée pour le meurtre de Mona et de Bethany mais les filles reçoivent encore des messages de -A, qui frappe encore malgré le fait qu'Alison, suspectée d'être -A par ses amies, soit en prison.
Les filles apprennent aussi qui a mis le feu à la maison de Toby. Hanna est arrêtée pour complicité dans le meurtre de Mona Vanderwaal : Tanner l'a suspecté lorsqu'elle l'a vu dans l'immeuble de l'appartement où il y avait le baril. Dans le dernier épisode de la série, -A emprisonne Aria, Hanna, Emily et Spencer dans la Doll House, maison de poupées. Elles découvrent que pendant tout ce temps, Mona n'était pas morte. Elle était emprisonnée dans la maison jouant le rôle d'Alison.

### Sixième saison (2015-2016)
Composée de vingt épisodes, la première partie a été diffusée entre 2 juin 2015 et le 11 août 2015. Un épisode hors-série a été diffusé le 24 novembre 2015 puis la deuxième partie a été diffusée entre le 12 janvier 2016 et le 15 mars 2016.
Plus aucun doute sur l'identité de -A. Il s'agit de Charles DiLaurentis. Mais qui est Charles ? Le secret demeure jusqu'en milieu de saison. Alors que les filles parviennent à s'évader de la maison de poupées de Charles, les doutes continuent quant à savoir qui est cet ancien membre de la famille DiLaurentis. Est-il le jumeau de Jason ? Est-il vivant ? Charles est-il vraiment -A ? Qui sont ses complices ?
Alors que les filles parviennent enfin à démasquer leur harcelleur (Charles/-A s'avérant être CeCe Drake, l'amie d'Alison et sa sœur cachée ayant effectué une transition), elles finissent par quitter Rosewood afin de poursuivre leurs études.
5 ans passent, les filles font leur retour à Rosewood pour le procès de -A. Tout ne se passe pas comme prévu. -A est assassinée et tous les soupçons se tournent vers les filles. Un nouveau méchant fait son apparition, reprenant le flambeau de son prédécesseur et voulant absolument venger sa mort. Le chantage se poursuit jusqu'à ce qu'un nouveau membre de la famille DiLaurentis fasse son apparition.

### Septième saison (2016-2017)
Composée de vingt épisodes, la première partie a été diffusée entre le 21 juin 2016 et le 30 août 2016 et la deuxième partie a été diffusée entre le 18 avril 2017 et le 27 juin 2017. Un épisode hors-série a été diffusé le 27 juin 2017 après l'épisode final de la saison. Dans certains pays la saison comporte vingt-et-un épisodes, l'épisode final de 89 minutes ayant été séparé en deux parties.
Alors qu'Hanna est kidnappée par leur nouveau tortionnaire (qui se fait désormais appeler A.D.), l'apparition de la sœur jumelle de Jessica DiLaurentis et mère biologique de Charlotte, Mary Drake, jette le trouble dans les esprits du groupe de jeunes. Ils ont 24 heures pour trouver qui a tué Charlotte afin de récupérer Hanna. Les soupçons concernant l'identité de A.D. se tournent rapidement vers le sosie de Mme DiLaurentis. Puis, ils s'orientent vers le mari d'Alison, Elliott. Ce n'est que partie remise lorsque plusieurs anciens ennemis des filles retrouvent le chemin de Rosewood dont Jenna Marshall, la demi-sœur de Toby, Noel Kahn, son ex petit-ami et ex petit-ami d'Aria ou encore Sara Harvey, ex-alliée de Charlotte.

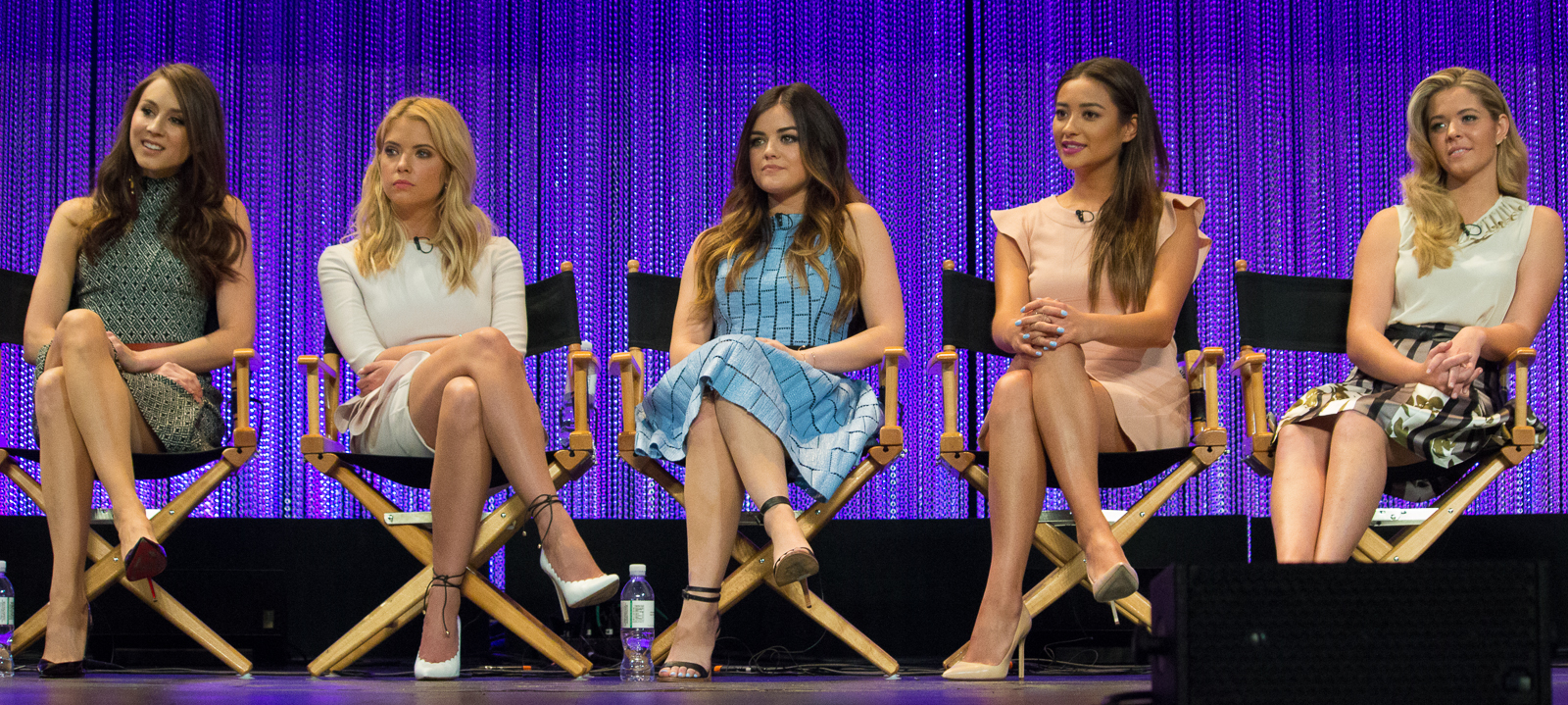
Troian Bellisario, Ashley Benson, Lucy Hale, Shay Mitchell et Sasha Pieterse (de gauche à droite), au PaleyFest, en mars 2014.

## Accueil

### Audiences
| Saison | Saison | Nombre d'épisodes | Diffusion originale sur ABC Family            | Diffusion originale sur ABC Family | Diffusion originale sur ABC Family | Année     | Audience moyenne (en millions) | Audience moyenne (en millions) | Audience moyenne (en millions) |
| Saison | Saison | Nombre d'épisodes | Case                                          | Début de saison                    | Fin de saison                      | Année     | Première                       | Finale                         | Moyenne                        |
| ------ | ------ | ----------------- | --------------------------------------------- | ---------------------------------- | ---------------------------------- | --------- | ------------------------------ | ------------------------------ | ------------------------------ |
|        | 1      | 22                | Mardi, 20 h (partie 1) Lundi, 20 h (partie 2) | 8 juin 2010                        | 21 mars 2011                       | 2010-2011 | 2,47                           | 3,64                           | 2,87                           |
|        | 2      | 25                | Mardi, 20 h (partie 1) Lundi, 20 h (partie 2) | 14 juin 2011                       | 19 mars 2012                       | 2011-2012 | 3,68                           | 3,69                           | 2,68                           |
|        | 3      | 24                | Mardi, 20 h                                   | 5 juin 2012                        | 19 mars 2013                       | 2012-2013 | 2,93                           | 2,87                           | 2,59                           |
|        | 4      | 24                | Mardi, 20 h                                   | 11 juin 2013                       | 18 mars 2014                       | 2013-2014 | 2,97                           | 3,12                           | 2,53                           |
|        | 5      | 25                | Mardi, 20 h                                   | 10 juin 2014                       | 24 mars 2015                       | 2014-2015 | 2,72                           | 2,65                           | 2,01                           |
|        | 6      | 20                | Mardi, 20 h                                   | 2 juin 2015                        | 15 mars 2016                       | 2015-2016 | 2,38                           | 1,18                           | 1,72                           |
|        | 7      | 20                | Mardi, 20 h                                   | 21 juin 2016                       | 27 juin 2017                       | 2016-2017 | 1,43                           | 1,40                           | 1,11                           |

### Réception critique
Aux États-Unis, la première saison de Pretty Little Liars n'a pas été particulièrement encensée par la critique, avec une note globale de 54/100 sur le site web Metacritic. Les saisons suivantes ne sont même pas notées. La série semble, par ailleurs, plutôt appréciée par les spectateurs français qui notent sur AlloCiné et lui attribuent 4,8/5.

## Autour de la série

### Bande-originale
La musique originale de la série est composée par Michael Suby. La musique du générique est la chanson Secret du groupe The Pierces, issue de l'album Thirteen Tales of Love and Revenge.
En 2011, un album contenant certaines musiques de la première saison a été édité par WaterTower Music.

### Jeu vidéo
En 2016, l'application pour smartphone Episode, qui propose aux joueurs plusieurs histoires interactives, a publié une histoire adaptée de la série télévisée. Le jeu commence comme la série à l'exception qu'une nouvelle jeune fille à Rosewood, que le joueur incarne, rejoint les menteuses lors de leur soirée dans la grange. Il reprend quelques moments forts de la première saison de la série mais s'éloigne assez vite de son scénario pour créer un nouveau mystère.
Le jeu se termine sur une fin ouverte. En 2017, une seconde histoire intitulée Pretty Little Liars: To Die For est publiée et sert de suite et de conclusion au premier jeu.

### Adaptations étrangères
En 2015, la série a été adaptée en Turquie. Diffusé sur la chaine Star TV, ce remake intitulé Tatlı Küçük Yalancılar, soit le titre original traduit, est composé d'une seule saison de treize épisodes et dévoile l’identité du harceleur dès la fin de la saison, contrairement à la version originale.
La série a également été adaptée en Indonésie en 2020 sur le service Viu.

### Records
Pretty Little Liars est la série la plus longue de l'histoire de la chaîne câblée ABC Family / Freeform avec 161 épisodes. Elle prend donc la place de La Vie secrète d'une ado ordinaire, anciennement première avec 121 épisodes.
La série est aussi connue pour avoir plusieurs fois détenue le record de la série la plus commentée sur les réseaux sociaux de l'histoire de la télévision. C'est en 2012 qu'elle bat pour la première fois ce record avec 645 000 de commentaires sur le réseau social Twitter, soit 32 000 de commentaires par minute, lors de la diffusion de l'épisode final de la deuxième saison.
En 2013, la série conserve son record après la diffusion de l'épisode final de troisième saison puis en 2014, le lancement de la quatrième saison cumule 1,3 million de commentaires sur Twitter venant de plus de 700 000 utilisateurs, soit presque 30 000 de commentaires par minute, permettant à la série de battre une troisième fois son propre record.
La série bat une quatrième fois son record en 2015 avec le final de la première partie de la sixième saison qui cumule 1,6 million de commentaires sur Twitter et permet à la série d'atteindre un total de 4,5 millions de commentaires depuis son lancement.
Fin 2016, soit quelques mois après la fin de la première partie de la septième et dernière saison, la série conserve son record pour la cinquième année consécutive avec 256,75 millions de commentaires sur les réseaux sociaux au cours de l'année, lui permettant de dépasser les pourtant très regardées The Walking Dead, Grey's Anatomy ou encore Game of Thrones.
En 2017, l'épisode final de la série devient l'épisode le plus commenté de l'année sur Twitter, sans pourtant battre le record du final de la première partie de la saison six qui reste l'épisode le plus commenté de la série et de l'histoire de la télévision.

## Séries dérivées

### Pretty Dirty Secrets
Une web-série de huit épisodes nommée Pretty Dirty Secrets a été diffusée à partir du 28 août 2012 sur Internet. Elle se situe entre les épisodes 12 et 13 de la saison 3.
Cette web-série est centrée sur les préparatifs de la fête de Halloween et notamment de la boutique de déguisements de Rosewood et chacun des épisodes ne dure qu'une minute.

### Ravenswood
Ravenswood est la première série dérivée de Pretty Little Liars, mettant en scène cinq adolescents maudits par une malédiction. Elle s'éloigne donc de la série mère par son côté fantastique.
L'univers de la série a été introduit dans l'épisode 13 de la saison 4, intitulé Six pieds sous-terre.
Quelques personnages de Pretty Little Liars y apparaissent. Caleb Rivers (Tyler Blackburn) est l'un des personnages principaux de ce spin-off, ce qui oblige l'acteur à quitter la série mère. Hanna Marin (Ashley Benson) fait aussi une apparition en tant qu'invitée spéciale dans deux épisodes.
Diffusé entre fin 2013 et début 2014 sur ABC Family, ce spin-off ne dispose que d'une saison de dix épisodes se déroulant parallèlement à la deuxième partie de la quatrième saison de la série mère.
La série a été annulée par la chaîne à la suite des audiences décevantes. À la suite de cette annulation, le personnage de Caleb a fait son retour dans la série mère. Les raisons de son retour ont été expliquées lors d'une scène entre Hanna et lui, permettant de clore l'intrigue démarrée dans Ravenswood.

### The Perfectionists
En septembre 2017, Freeform annonce avoir commandé un pilote pour une adaptation de la série de littéraire Les Perfectionnistes de Sara Shepard, également auteure des romans qui ont inspiré Pretty Little Liars.
Mais contrairement aux romans, qui n'ont aucun lien avec les romans Les Menteuses, cette adaptation se déroule dans le même univers que Pretty Little Liars. Les actrices Sasha Pieterse et Janel Parrish y reprennent leurs rôles et font partie de la distribution principale de la série qui sert de suite à la série mère.
La série se déroule dans la ville universitaire de Beacon Heights dans laquelle Alison vient d'emménager, pensant s'offrir un nouveau départ jusqu'à ce qu'elle découvre que Mona y habite aussi désormais. Parallèlement, la mort d'un étudiant va bousculer le quotidien de l'université, notamment d'un petit groupe ayant un lien avec ce dernier.
La série est officiellement commandée par la chaîne le 14 mai 2018 pour une diffusion en 2019. Néanmoins, comme Ravenswood, elle sera annulée après la diffusion de sa première et unique saison, faute d'audience.

### Pretty Little Liars(2022)
En septembre 2020, le studio Warner Bros. Television annonce qu'il développe un reboot avec Roberto Aguirre-Sacasa. Quelques jours plus tard, la série est commandée par le service HBO Max qui fixe le lancement pour 2021.
La série met en scène de nouveaux personnages. Elle suit un groupe de filles de la ville de Millwood qui sont victimes d'un assaillant anonyme qui souhaite leur faire payer les péchés que leurs parents ont commis par le passé, ainsi que les leurs. Contrairement à la série originale qui était un thriller, cette nouvelle série se rapproche du genre de l'horreur. En juillet 2021, la production dévoile que la série se déroule dans le même univers que la série originale, faisant d'elle son troisième spin-off.
L'une des particularités de la série est que chaque saison dispose de son propre titre, Original Sin pour la première saison et Summer School pour la seconde.

## Sorties DVD
| Intitulé du coffret                | Nombre d'épisodes | Dates de sortie     | Dates de sortie   | Nombre de disques | Société de distribution   |
| Intitulé du coffret                | Nombre d'épisodes | États-Unis (Zone 1) | France (Zone 2)   | Nombre de disques | Société de distribution   |
| ---------------------------------- | ----------------- | ------------------- | ----------------- | ----------------- | ------------------------- |
| L'intégrale de la première saison  | 22                | 7 juin 2011         | 12 septembre 2012 | 5                 | Warner Home Entertainment |
| L'intégrale de la deuxième saison  | 25                | 5 juin 2012         | 15 janvier 2014   | 6                 | Warner Home Entertainment |
| L'intégrale de la troisième saison | 24                | 4 juin 2013         | 15 octobre 2014   | 6                 | Warner Home Entertainment |
| L'intégrale de la quatrième saison | 24                | 3 juin 2014         | 8 juillet 2015    | 5                 | Warner Home Entertainment |
| L'intégrale de la cinquième saison | 25                | 2 juin 2015         | 5 avril 2017      | 6                 | Warner Home Entertainment |
| L'intégrale de la sixième saison   | 20                | 19 avril 2016       | 7 juin 2017       | 5                 | Warner Home Entertainment |
| L'intégrale de la septième saison  | 20                | 25 juillet 2017     | 8 novembre 2017   | 4                 | Warner Home Entertainment |
| L'intégrale de la série            | 161               | 25 juillet 2017     | 8 novembre 2017   | 37                | Warner Home Entertainment |

Compilations (en France) :
- 4 premières saisons incontournables : 1er octobre 2014 (contient la saison 1 de la série avec celle de Gossip Girl, Vampire Diaries et Hart of Dixie)
- Pretty Little Liars - Saisons 1 et 2 : 1er octobre 2014
- Pretty Little Liars - Saisons 1 à 4 : 7 octobre 2015
- Pretty Little Liars - Saisons 1 à 5 : 5 avril 2017
- Pretty Little Liars - Saisons 1 à 6 : 7 juin 2017
- Découverte série : 11 octobre 2017 (contient la saison 1 de la série avec celle de Gossip Girl et Riverdale)